# Дембувка (Журомінський повіт)
Дембувка (пол. Dębówka) — село в Польщі, у гміні Лютоцин Журомінського повіту Мазовецького воєводства.
Населення — 166 осіб (2011).
У 1975-1998 роках село належало до Цехановського воєводства.

## Демографія
Демографічна структура станом на 31 березня 2011 року:
|          | Загалом | Допрацездатний вік | Працездатний вік | Постпрацездатний вік |
| -------- | ------- | ------------------ | ---------------- | -------------------- |
| Чоловіки | 90      | 32                 | 45               | 13                   |
| Жінки    | 76      | 21                 | 35               | 20                   |
| Разом    | 166     | 53                 | 80               | 33                   |